# 野沢あや
野沢 あや（のざわ あや）は、日本のアイドル、アニメソング歌手である。本名及び旧芸名、野澤 恵（のざわ あや）。

## 来歴・人物
日本テレビ『ザ・スカウト』歌手部門最優秀賞と映画部門最優秀賞を受賞、芸能界入り。1990年6月27日、「遅れてきた勇者たち」でデビュー。

## 作品

### 主な歌手出演タイトル
- テレビアニメ『緑山高校』甲子園編テーマソング・遅れて来た勇者たち（野澤恵）1990年出演
- テレビアニメ『からくり剣豪伝ムサシロード』エンディングテーマ・てなもんだ人生（野澤恵）1990年出演
- テレビアニメ『からくり剣豪伝ムサシロード』エンディングテーマ・泣きながら食べるとおいしくない!!（野澤恵）1991年出演
- テレビアニメ『はいぱーぽりす』オープニングテーマ・Thats はいぱーてんしょん!!/一緒にいようね（aya）1997年出演
- ラジオドラマ『ワイルドハーフ』テーマソング・the LIGHT（aya）1998年出演
- テレビアニメ『宇宙海賊ミトの大冒険』オープニングテーマ・HI!HO!（aya）1999年出演
- テレビアニメ『宇宙海賊ミトの大冒険』オープニングテーマ・COSMIC LOVE（aya）1999年出演
- NHK教育『みんなのうた』JUST FRIENDS いつまでも（aya）1999年2月 - 3月出演
- テレビアニメ『メルティランサー』エンディングテーマ・夢見たわたしのそばへ （aya）1999年出演
- ドリームキャストゲーム『ねっとDEぱら』テーマソング・La la la Paradise（aya）2000年出演
- テレビアニメ『仰天人間バトシーラー』オープニングテーマ・レッツセイル!バトシーラー 2001年出演
- テレビアニメ『無敵看板娘』「無敵なキャラクターソング集」無敵看板娘（野澤恵）2006年出演

## ディスコグラフィ

### シングル
- 遅れて来た勇者たち（1990年） - 野澤恵

1. 「遅れて来た勇者たち」
2. 「BIG FIGHTER」

- てなもんだ人生/いまんとこ一番君が好き（1990年） - 野澤恵

1. 「てなもんだ人生」
2. 「いまんとこ一番君が好き」

- 泣きながら食べるとおいしくない!!（1991年） - 野澤恵

1. 「泣きながら食べるとおいしくない!!」
2. 「その手をはなさないで」
3. 「泣きながら食べるとおいしくない!!」（オリジナル･カラオケ）

- Aperio〜気持ちに触れたい〜（1994年） - Ah-Ya

1. 「Aperio〜気持ちに触れたい〜」
2. 「今から海を見に行こう」
3. 「Aperio〜気持ちに触れたい〜」（オリジナル･カラオケ）
4. 「今から海を見に行こう」（オリジナル･カラオケ）

- Trust〜今日が始まる〜（1995年） - Ah-Ya

1. 「Trust〜今日が始まる〜」
2. 「コンビニと冷蔵庫」
3. 「Trust〜今日が始まる〜」（オリジナル･カラオケ）

### アルバム
- あやっ?（1990年7月25日） - 野澤恵

1. 「歌ってNAMBO!〜ぼくらの原っぱで」
2. 「ルナティカ〜月夜のたねあかし」
3. 「ヒロインじゃ物足りない」
4. 「非ユークリッドの平行線」
5. 「遅れて来た勇者たち」
  - 『緑山高校甲子園編』主題歌
6. 「ラスト・トライアル」

- 人生（1990年11月28日） - 野澤恵

1. 「出て来い責任者!!」
2. 「麹町のロバ」
3. 「さわらぬ恋にたたりなし」
4. 「言葉だけぢゃ始まらない」
5. 「てなもんだ人生」
  - 『からくり剣豪伝ムサシロード』ED
6. 「デキマスできますッ!」
7. 「手紙をみたよ」
8. 「いまんとこ一番君が好き!」
9. 「天国の神様の言うことにゃ」
10. 「彼氏がほしい」
11. 「じんせい」
12. 「あしたも…」

- PIECE of LUCK（1993年） - Ah-Ya

1. 「Short Sleepreは眠らない」
2. 「夢でもあいたい」
3. 「Lovers Island」
4. 「天使になれない」
5. 「友達だからDONT WORRY」
6. 「透明な水」
7. 「裏返しのドリーム」
8. 「Paradise Of Us〜彼女と彼の夏」
9. 「Stand Up Heart」
10. 「永遠の1/2」

- Original Soundtrack CDワイルドハーフドラマ・アルバム〜エンカウンター1（1997年12月22日） - aya

1. 「The・LIGHT」